# President d'Esquerra Republicana de Catalunya
El president d'Esquerra Republicana de Catalunya és el líder o màxim representant d'Esquerra Republicana de Catalunya. L'actual president d'aquest partit és Oriol Junqueras i Vies, des del 17 de setembre de 2011.

## Llista de presidents durant laSegona República(1931-1939)
| Presidència | Presidència | Presidència             | Presidència            | Presidència            |
| Número      | Imatge      | Nom                     | Inici mandat           | Final mandat           |
| ----------- | ----------- | ----------------------- | ---------------------- | ---------------------- |
| 1           |             | Francesc Macià i Llussà | 22 de febrer de 1931   | 25 de desembre de 1933 |
| 2           |             | Lluís Companys i Jover  | 25 de desembre de 1933 | 6 d'octubre de 1934    |
| 3           |             | Carles Pi i Sunyer      | 6 d'octubre de 1934    | 11 de maig de 1936     |
| 4           |             | Lluís Companys i Jover  | 11 de maig de 1936     | 15 d'octubre de 1940   |

## Presidents durant l'època franquista (1939-1975)
Des de l'afusellament de Lluís Companys i Jover, ocorreguda el 15 d'octubre de 1940 en mans dels franquistes, les competències de president van passar a ser responsabilitat del secretari general, en aquell moment Josep Tarradellas, que des de l'exili a França dirigí el partit. No va ser fins a l'any 1991 que es va recuperar el càrrec, quan Heribert Barrera va ser nomenat president d'ERC. A partir del 2004, el president torna a ser el màxim líder del partit. Des del 1991 fins a aquesta data, el càrrec era només representatiu i simbòlic.

## Presidents des de la recuperació de la democràcia a Catalunya (1980)
| Presidència | Presidència | Presidència                    | Presidència            | Presidència            |
| Número      | Imatge      | Nom                            | Inici mandat           | Final mandat           |
| ----------- | ----------- | ------------------------------ | ---------------------- | ---------------------- |
| 5           |             | Heribert Barrera i Costa       | 15 de desembre de 1991 | 10 juliol de 1995      |
| 6           |             | Jaume Campabadal i Farré       | 10 juliol de 1995      | 24 de novembre de 1996 |
| 7           |             | Jordi Carbonell i de Ballester | 24 de novembre de 1996 | 4 de juliol de 2004    |
| 8           |             | Josep-Lluís Carod-Rovira       | 4 de juliol de 2004    | 7 de juny de 2008      |
| 9           |             | Joan Puigcercós i Boixassa     | 7 de juny de 2008      | 17 de setembre de 2011 |
| 10          |             | Oriol Junqueras i Vies         | 17 de setembre de 2011 | En el càrrec           |